# 죽음 (마블 코믹스)
죽음(영어: Death 데스[*])은 마블 코믹스의 캐릭터로, 죽음 그 자체를 의인화한 우주적 존재이다. 대개 해골에 후드를 쓴 전형적인 사신의 이미지로 등장한다. 1973년 6월 《캡틴 마블》 26호에 처음 등장했고, 마이크 프리드릭과 짐 스탈린이 공동 창작하였다.

## 담당 배우

### 영화
- 어벤져스: 인피니티 워(2018)

## 담당 성우

### TV 애니메이션
- 실버 서퍼(1998) - 릴리 커도

### 비디오 게임
- 데드풀(2013) - 에이프릴 스튜어트

## 같이 보기
- 죽음의 신